# سوبارو برات
سوبارو برات (تعرف خارج الولايات المتحدة باسم 284 في المملكة المتحدة، وباسم رومبي في أستراليا، وشيفتر، MV، تارغا أو MPV في أسواق أخرى)، هي وسيارة خفيفة، ذات دفع رباعي كوبيه ، تم صنعها من عام 1978 إلى عام 1994. وكان نموذجا للتصدير فقط، لا تباع رسميا في اليابان.

## التصميم
طورت في اليابان عام 1977 بناء على طلب من رئيس سوبارو الأمريكية، حيث تم إدخال برات لتناسب الطلب على الشاحنات الصغيرة في الولايات المتحدة الأمريكية، من تويوتا، نيسان، ومازدا. وخلافا لهذه الشاحنات، وكان كل نماذج برات ذات دفع رباعي، التي تم تطويرها من ستيشن واغن ليوني.
لديها ميزات أخرى مثل السقف القابل للفتح، باب يفتح بالانزلاق جانبا وصندوق الأمتعة، والإطار الاحتياطي يركيب تحت غطاء محرك السيارة.
عندما أعيد تصميم ليوني في عام 1979 لنموذج عام 1980 استمرت برات بنفس التصميم الأصلي حتى عام 1982.
وفي عام 1987 أوقف استيرادها في أمريكا الشمالية، ولكن استمرت الصادرات إلى أوروبا وأستراليا وأمريكا اللاتينية ونيوزيلندا حتى عام 1994.
بسبب نقص الطلب على الشاحنات الصغيرة في أواخر السبعينات، الزبائن اليابانيين إنتقلوا إلى ستيشن واغن في ذلك الوقت، سوبارو لم تفكر أبدا في تسويق برات في السوق المحلية.

## نظام الدفع
كانت كل نماذج برات ذات دفع رباعي بمحرك سوبارو أي إيه (EA) حيث حصلت أولى النماذج على محرك (EA-71) بسعة 1.6 لتر، وفي وقت لاحق من عام 1981 تم تزويدها بمحرك (EA-81) بسعة 1.8 لتر. في عامي 1983 و1984 كان يمكن شرائها بنموذج اختياري مزود بمحرك توربيني بقوة 94 حصانا. كان ناقل الحركة يدويا في جميع النماذج، وكان ناقل حركة الأوتوماتيكي متاح فقط في برات ذات المحرك التوربيني. كانت نماذج 1980 والإصدارات السابقة نماذج بنطاق نقل ذات المدى الواحد، في 1981، وما بعدها كانت نماذج (GL) المزدوجة بنطاق نقل متعدد (كان لا يزال DLS بنطاق واحد)، تم تجهيز كافة طرازات ديزل مع ناقل حركة أوتوماتيكي بمجموعة واحدة، وزر الدفع الرباعي.